# قائمة ملوك الفرنجة

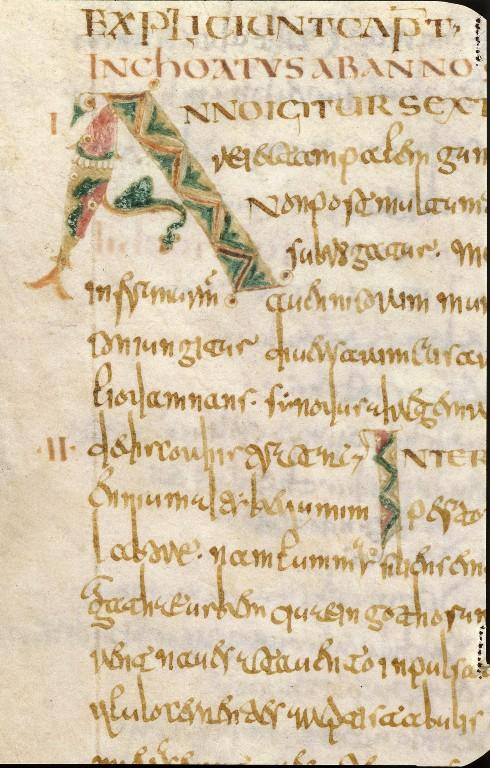
صفحة من Gregory of Tours، تاريخ الفرنجة

الفرنجة كان يقودهم في الأصل الدوقات (القادة العسكريون) والملوك (الملوك الصغيرة). وقد وصل الفرنجة الساليون الميروفنجيون إلى مركز القيادة، واحتلوا الغاليين الرومان. واحتلوا أيضاً الأرض الغالية من مملكة القوط الغربيين عام507. واحتل بنو كلوفيس مملكة بورغندي والألامان. وحصلوا علي بروفنس وجعلوا بايوفاريون وثورنغيين عملائهم. وتم استبدال الأسرة المورفينجية في وقت لاحق بسلالة جديدة تسمى الكارولنجيون في القرن 8. وبحلول نهاية القرن 9، تم استبدال الكارولينجيون بأسر حاكمة أخرى. وقد اختفت فكرة ملك الفرنجة أوريكس فرانكورومتدريجياً في القرنين ال12 وال13.
والتسلسل الزمني للحكام الفرنجة أمر صعب إذ كان المملكة حسب ممارسة الجرمانية القديمة غالباً ما كانت تنقسم بين أبناء زعيم عند وفاته ثم يتم لم الشمل في نهاية المطاف.

## حكام الساليين
| حاكم           | وصف                        |
| -------------- | -------------------------- |
| كلوديون        | (426–447)                  |
| ميروفيوس       | Merovaeus reigned 448–458) |
| شيلديريك الأول |                            |
| كلوفيس الأول   |                            |